# Manuel Tato
Manuel Tato (Buenos Aires, 5 de março de 1907 — Santiago del Estero, 12 de agosto de 1980) foi bispo da Igreja Católica Romana. Serviu como bispo auxiliar de Buenos Aires de 1948 a 1961, quando se tornou bispo de Santiago del Estero.

## Vida
Nascido em Buenos Aires, Tato foi ordenado sacerdote em 21 de dezembro de 1929. Em 12 de novembro de 1948, foi nomeado bispo auxiliar de Buenos Aires e bispo titular de Aulon. Tato recebeu sua consagração episcopal em 27 de março de 1949, de Santiago Luís Cardeal Copello, arcebispo de Buenos Aires, com o arcebispo de Santa Fé, Nicolás Fasolino, que mais tarde se tornaria cardeal e o bispo auxiliar de Buenos Aires, Antonio Rocca, servindo como co-consagradores.
Em 11 de julho de 1961, foi nomeado bispo de Santiago del Estero, onde foi instalado no dia 8 de dezembro seguinte. Como bispo foi conselheiro principal de Antonio María Aguirre, bispo de San Isidro, e Juan José Iriarte, arcebispo de Rosário.
Ele morreu em 12 de agosto de 1980.